# North West Leicestershire
North West Leicestershire is een Engels district in het shire-graafschap (non-metropolitan county OF county) Leicestershire en telt 102.000 inwoners. De oppervlakte bedraagt 279 km².
Van de bevolking is 16,0% ouder dan 65 jaar. De werkloosheid bedraagt 2,4% van de beroepsbevolking (cijfers volkstelling 2001).

## Plaatsen in district North West Leicestershire
- Coalville

## Civil parishesin district North West Leicestershire
Appleby Magna, Ashby Woulds, Ashby-de-la-Zouch, Bardon, Belton, Breedon on the Hill, Castle Donington, Charley, Chilcote, Coleorton, Ellistown and Battleflat, Heather, Hugglescote and Donington le Heath, Ibstock, Isley cum Langley, Kegworth, Lockington-Hemington, Long Whatton and Diseworth, Measham, Normanton le Heath, Oakthorpe and Donisthorpe, Osgathorpe, Packington, Ravenstone with Snibstone, Snarestone, Staunton Harold, Stretton en le Field, Swannington, Swepstone, Whitwick, Worthington.